# Dimorphanthera anomala
Dimorphanthera anomala är en ljungväxtart som beskrevs av P.F.Stevens. Dimorphanthera anomala ingår i släktet Dimorphanthera och familjen ljungväxter. Inga underarter finns listade i Catalogue of Life.